# Lena Häcki-Groß
Lena Häcki-Groß (Engelberg, 1 juli 1995) is Zwitsere biatlete. Ze vertegenwoordigde haar land op de Olympische Winterspelen 2018 in Pyeongchang en de Olympische Winterspelen 2022 in Peking. 
Ze is in 2022 getrouw met Duits biatleet Marco Groß, de zoon van meervoudig olympisch kampioen Ricco Groß.

## Carrière
Bij de jeugd won Häcki brons als deel van het Zwitserse team op de jeugdwereldkampioenschappen in Obertilliach in 2013 op de estafette. Op 12 december 2014 maakte als juniore haar debuut in de wereldbeker op de 7,5 km sprint in Hochfilzen, waar ze 88ste werd. In januari 2015 pakte ze haar eerste punten in de wereldbeker in de sprint in Oberhof met een 29ste plaats. Ook nam ze in het seizoen 2014/2015 voor het eerst deel aan de wereldkampioenschappen in Kontiolahti. Ze werd er onder andere 21ste in de 4×6 km estafette en 27ste in de 7,5 km sprint. Het volgende jaar won ze twee maal zilver op de Wereldkampioenschappen biatlon junioren 2016, zowel in de sprint als de achtervolging eindigde ze tweede na Hanna Öberg. Het seizoen 2016/2017 boekte ze haar eerste top-10, in de wereldbekermanche in Östersund werd ze 4de in de 10 km achtervolging. In 2018 nam ze voor het eerst deel aan de Olympische winterspelen in Pyeongchang. Daar werd ze 6de samen met Elisa Gasparin, Selina Gasparin en Irene Cadurisch in de 4×6 km estafette en 8ste op de 10 km achtervolging. 
Het seizoen 2018/2019 behaalde ze haar eerste podium in de wereldbeker door samen met Elisa Gasparin, Benjamin Weger en Jeremy Finello 2de te worden in de gemengde estafette in Pokljuka. Op de Wereldkampioenschappen biatlon 2019 in Östersund behaalde Häcki een 11de plaats in de 15 km individueel en in de gemengde estafette met hetzelfde viertal. Haar eerste podium op een individueel nummer behaalde Häcki op 21 december 2019 in Annecy-Le Grand-Bornand met een derde plaats in de 10 km achtervolging. Op de wereldkampioenschappen in 2020 in Antholz behaalde ze samen met Benjamin Weger haar eerste top-10 plaats op een WK door 5de te worden in de single gemengde estafette. Ze beëindigde het seizoen 2019/2020 op een 22ste plaats in de eindstand van de wereldbeker en een 12de in de disciplinecup van de achtervolging. In 2021 werd ze op de wereldkampioenschappen in Pokljuka 7de in de 10 km sprint.  Op de Olympische Winterspelen 2022 veroverde ze samen met Amy Baserga, Bejamin Weger en Sebastian Stalder een 8ste plaats in de gemegde estafette, goed voor haar derde Olympisch diploma.
In 2023 werd ze als deel van het Zwitserse team 4de op de Europese kampioenschappen in Lenzerheide. Op de wereldkampioenschappen biatlon 2023 in Oberhof haalde Häcki-Groß drie top-10 noteringen, ze werd  7de in de gemengde estafette samen met Elisa Gasparin, Sebastian Stalder en Niklas Hartweg, 8ste in de 4×6 km estafette met Amy Baserga, Elisa Gasparin en Aita Gasparin als teamgenotes en 9de in de 7,5 km sprint. Aan het einde van het seizoen 2022/2023 stond Häcki-Groß op een 19de plaats in de wereldbekerstand.

## Resultaten

### Olympische Winterspelen
| Jaar | Plaats      | Onderdeel   | Onderdeel | Onderdeel     | Onderdeel  | Onderdeel | Onderdeel          |
| Jaar | Plaats      | Individueel | Sprint    | Achtervolging | Massastart | Estafette | Gemengde estafette |
| ---- | ----------- | ----------- | --------- | ------------- | ---------- | --------- | ------------------ |
| 2018 | Pyeongchang | 34e         | 26e       | 8e            | 23e        | 6e        | 13e                |
| 2022 | Peking      | 24e         | 23e       | 24e           | 16e        | DNF       | 8e                 |

### Wereldkampioenschappen
| Jaar | Plaats      | Onderdeel   | Onderdeel | Onderdeel     | Onderdeel  | Onderdeel | Onderdeel          | Onderdeel                 |
| Jaar | Plaats      | Individueel | Sprint    | Achtervolging | Massastart | Estafette | Gemengde estafette | Single gemengde estafette |
| ---- | ----------- | ----------- | --------- | ------------- | ---------- | --------- | ------------------ | ------------------------- |
| 2015 | Kontiolahti | 85e         | 27e       | 35e           | –          | 21e       | –                  |                           |
| 2016 | Oslo        | 67e         | 21e       | 33e           | –          | 16e       | –                  |                           |
| 2017 | Hochfilzen  | 85e         | 35e       | 48e           | –          | 13e       | 14e                |                           |
| 2019 | Östersund   | 11e         | 53e       | 14e           | 30e        | 13e       | 11e                | –                         |
| 2020 | Antholz     | 59e         | 63e       | –             | –          | 6e        | 10e                | 5e                        |
| 2021 | Pokljuka    | 12e         | 7e        | 12e           | 15e        | 12e       | 10e                | –                         |
| 2023 | Oberhof     | 9e          | 28e       | 33e           | 11e        | 8e        | 7e                 | 12e                       |

### Wereldkampioenschappen junioren
| Jaar | Plaats           | Onderdeel   | Onderdeel | Onderdeel     | Onderdeel |
| Jaar | Plaats           | Individueel | Sprint    | Achtervolging | Estafette |
| ---- | ---------------- | ----------- | --------- | ------------- | --------- |
| 2014 | Presque Isle     | –           | –         | –             | 7e        |
| 2015 | Minsk            | 8e          | 13e       | 28e           | 7e        |
| 2016 | Cheile Gradistei | 8e          | Zilver    | Zilver        | 13e       |

### Wereldbeker
Eindklasseringen
| Seizoen   | Algemeen | Individueel | Sprint | Achtervolging | Massastart |
| --------- | -------- | ----------- | ------ | ------------- | ---------- |
| 2014/2015 | 60e      | –           | 50e    | 72e           | –          |
| 2015/2016 | 72e      | –           | 70e    | 72e           | –          |
| 2016/2017 | 32e      | 66e         | 27e    | 30e           | 34e        |
| 2017/2018 | 44e      | –           | 29e    | 45e           | 46e        |
| 2018/2019 | 25e      | 25e         | 32e    | 12e           | 26e        |
| 2019/2020 | 22e      | 28e         | 31e    | 24e           | 20e        |
| 2020/2021 | 27e      | 20e         | 39e    | 21e           | 24e        |
| 2021/2022 | 32e      | –           | 34e    | 21e           | 28e        |
| 2022/2023 | 19e      | 19e         | 16e    | 18e           | 21e        |